# هورس کراسنیگ (آریزونا)
هورس کراسنیگ (به انگلیسی: Horse Crossing) یک منطقهٔ مسکونی در ایالات متحده آمریکا است که در آریزونا واقع شده‌است. هورس کراسنیگ ۱٬۹۵۰ متر بالاتر از سطح دریا واقع شده‌است.